# Severin Groebner

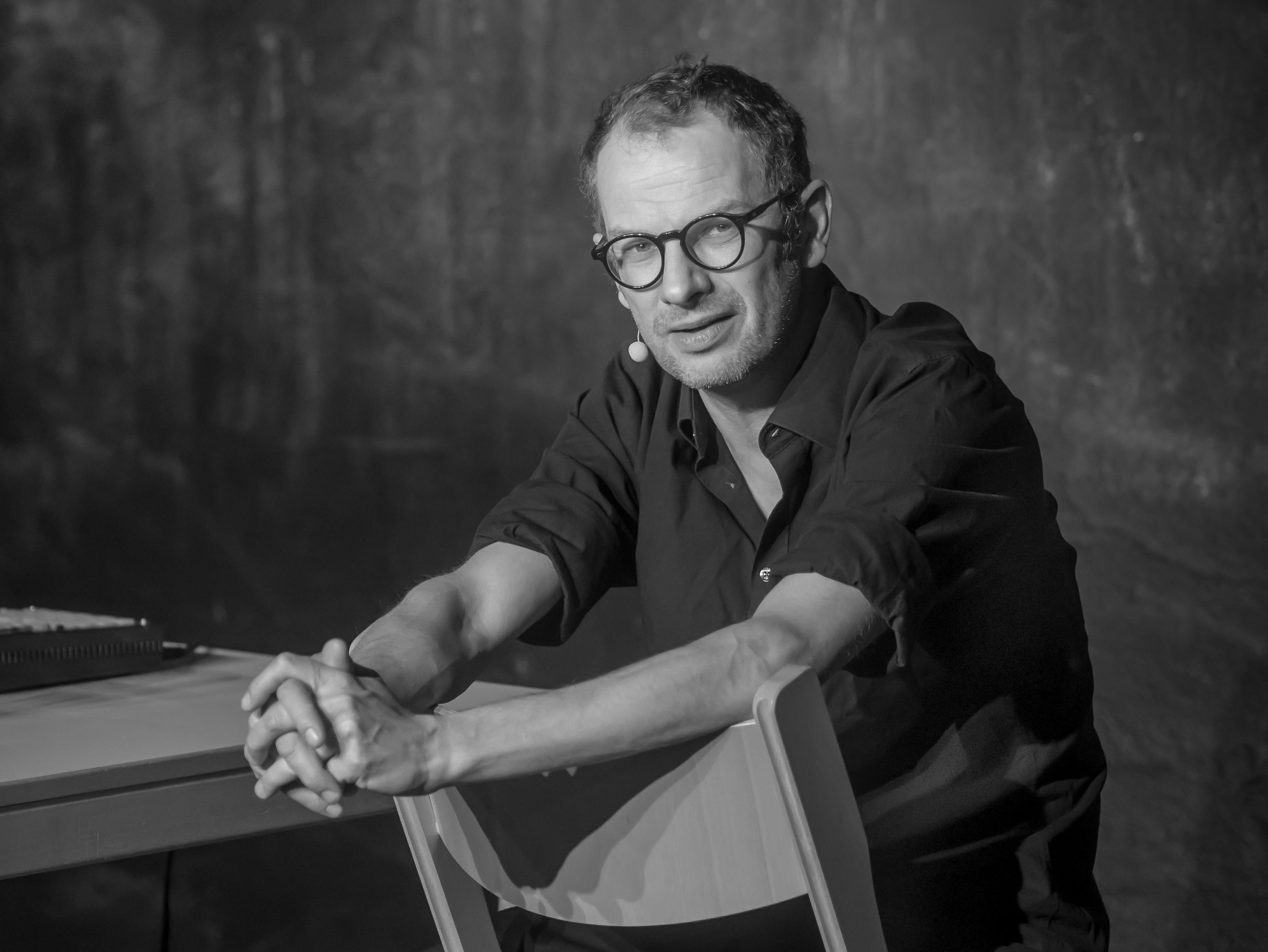
Severin Groebner (2016)

Severin Groebner (* 20. Oktober 1969 in Wien) ist ein österreichischer Kabarettist.

## Karriere
1993 trat Groebner erstmals mit dem Pianisten Klaus Gröll in Wiener Kaffeehäusern auf, daraus entstehend das Musik-Kabarett-Duo „Gröll & Groebner“. Dieses trat bis 1999 mit vier Programmen auf. Groebner hatte seit 1995 ein Engagement als Schauspieler beim „Sparverein die Unzertrennlichen“. 
Es folgten Auftritte an diversen Wiener Spielorten, wie dem Kabarett Niedermair, dem Theater Drachengasse, der Wiener Sargfabrik u. a., in München im Münchner Lustspielhaus, dem Theater Drehleier, Atomic Café, der Lach- und Schießgesellschaft, im Nürnberger Burgtheater oder im Karikatur und Karikatur und Cartoon Museum Basel. 
Seit 2002 Mitarbeit bei der Sendung Zugespitzt – Der satirische Monatsrückblick vom Bayerische Rundfunk. Seit 2008 hat er regelmäßig Gastauftritte in diversen Kabarett- und Satireprogrammen des deutschen und österreichischen Fernsehens. Groebner war auch langjähriger Kolumnist der Wiener Zeitung bis die Printausgabe 2023 eingestellt wurde. Er schreibt auch für FAZ, das Feuilleton, die TAZ und macht Beiträge für die Radioprogramme des WDR, BR und ORF.
Nachdem Groebner einige Jahre in München und später in Mainz wohnhaft war, lebt er derzeit in Frankfurt am Main.

## Schriften
- Servus Piefke - Was sich ein Wiener in Deutschland so denkt. SüdWest Verlag, München 2011, ISBN 978-3-517-08707-8.
- Severin Groebners Lexikon der Nichtigkeiten. Ein Rundumschlagwerk für Zeitgenossen. Satyr Verlag, Berlin 2018, ISBN 978-3-947106-13-4.

## Auszeichnungen
- 1995: Grazer Kleinkunstvogel

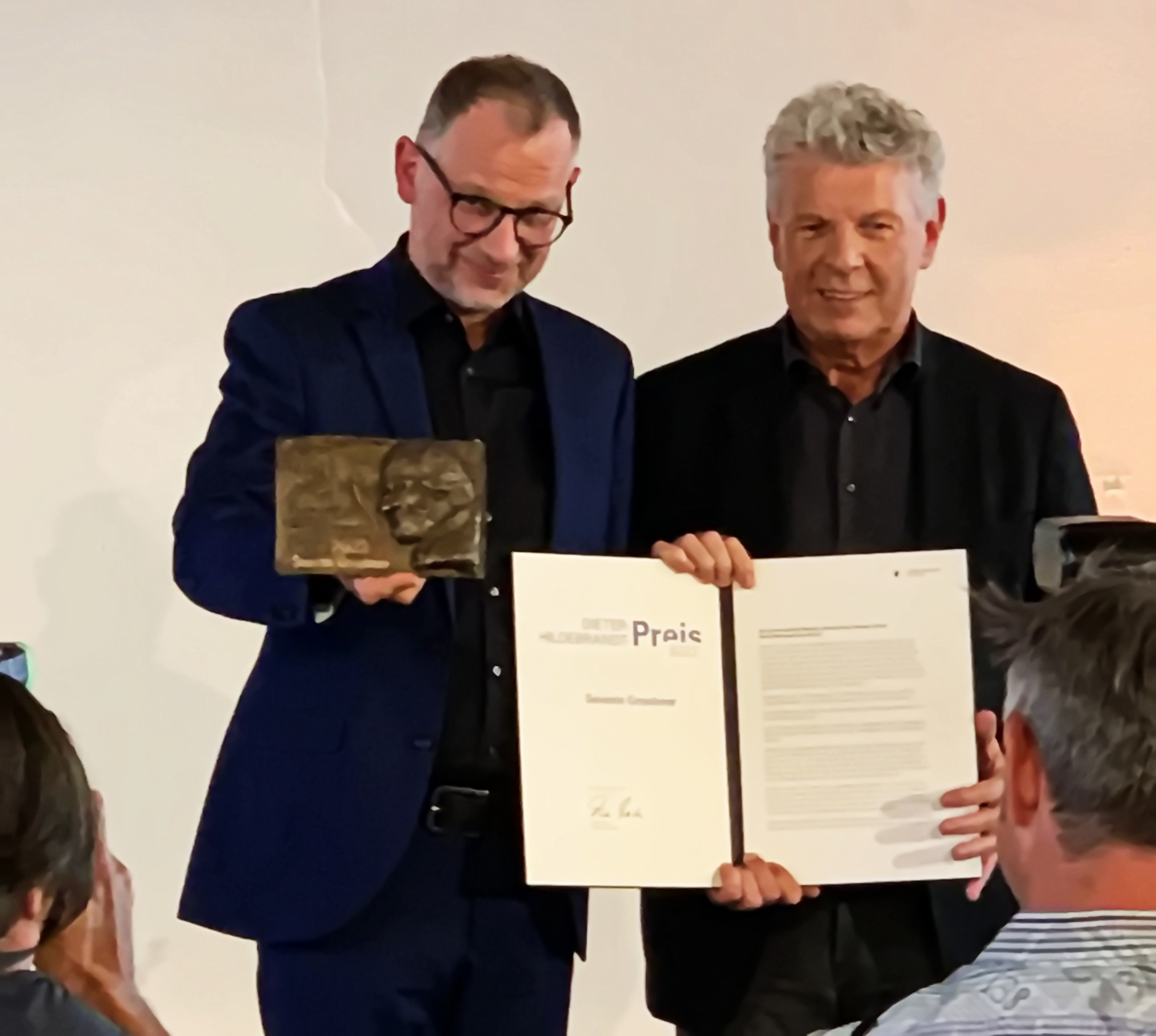
Severin Groebner erhält den Dieter-Hildebrandt-Preis 2022 durch Oberbürgermeister Dieter Reiter

- 2000: Deutscher Kabarettpreis der Stadt Nürnberg und des Nürnberger Burgtheaters (Förderpreis)
- 2001: Österreichischer Kabarettpreis – Förderpreis
- 2003: Deutscher Kleinkunstpreis – Förderpreis der Stadt Mainz
- 2004: Sprungbrett (Förderpreis des Handelsblattes)
- 2004: Salzburger Stier
- 2013: Österreichischer Kabarettpreis (Programm Servus Piefke!)
- 2022: Dieter-Hildebrandt-Preis

## CDs
- 2000 Maxi-CD Unfug con data mit Konsorten TM
- 2002 Maxi-CD Fahrradfahren mit Konsorten TM und Christopher Just (Remix)
- 2005 Ganz im Ernst erschienen bei WortArt, Köln
- 2006 Lauter Liebe Leute erschienen bei WortArt, Köln
- 2008 So gibt man dem Leben einen Sinn erschienen bei WortArt, Köln
- 2009 Man müsste mal... erschienen bei ConAnima, Düsseldorf
- 2013 Servus Piefke erschienen bei einLächeln, Aschaffenburg
- 2016 Vom kleinen Mann der wissen wollte wer ihm auf den Kopf g’schissen hat erschienen bei einLächeln, Aschaffenburg
- 2024 Nicht mein Problem, Monkey Records, Wien